# Diana V
Diana Alexandra Olteanu (Bucarest, 15 de abril de 2000), conocida por su nombre artístico Diana V, es una cantante y compositora rumana. En febrero de 2020, fue una de las tres artistas candidatas para representar a Rumania en el Festival de la Canción de Eurovisión 2020 como parte de la colaboración de su discográfica, Global Records, con la Sociedad Rumana de Televisión (TVR). Su primer sencillo, «Bad Girls Get Lonely Too», se estrenó en el mismo mes y alcanzó el puesto número 67 en la lista Airplay 100.

## Biografía y carrera
Diana Alexandra Olteanu nació el 15 de abril de 2000 en Bucarest, Rumania. Mostró un interés especial en la música desde una edad temprana y también audicionó para el coro de una iglesia local cuando tenía cuatro años. En 2020, firmó un contrato de grabación con el sello rumano Global Records. En febrero de ese año, Diana V estuvo entre los tres artistas candidatos para representar a Rumania en el Festival de la Canción de Eurovisión 2020; la Sociedad Rumana de Televisión (TVR) colaboró con Global Records para la elección; eventualmente, se eligió a la estrella nacional Roxen para representar a su país. El primer sencillo de Diana V «Bad Girls Get Lonely Too», compuesto por la intérprete junto con el productor David Ciente, se estrenó el 13 de febrero de 2020 en varios países europeos, entre ellos Grecia y Chipre. Poco después se convirtió en un éxito en Rumania, y alcanzó el puesto número 67 en la lista Airplay 100. En julio de 2021, Diana V estrenó su primer EP, Chaos, conformado por seis canciones coescritas por la artista junto con Ciente, quien se encargó de la producción.

## Arte e influencias

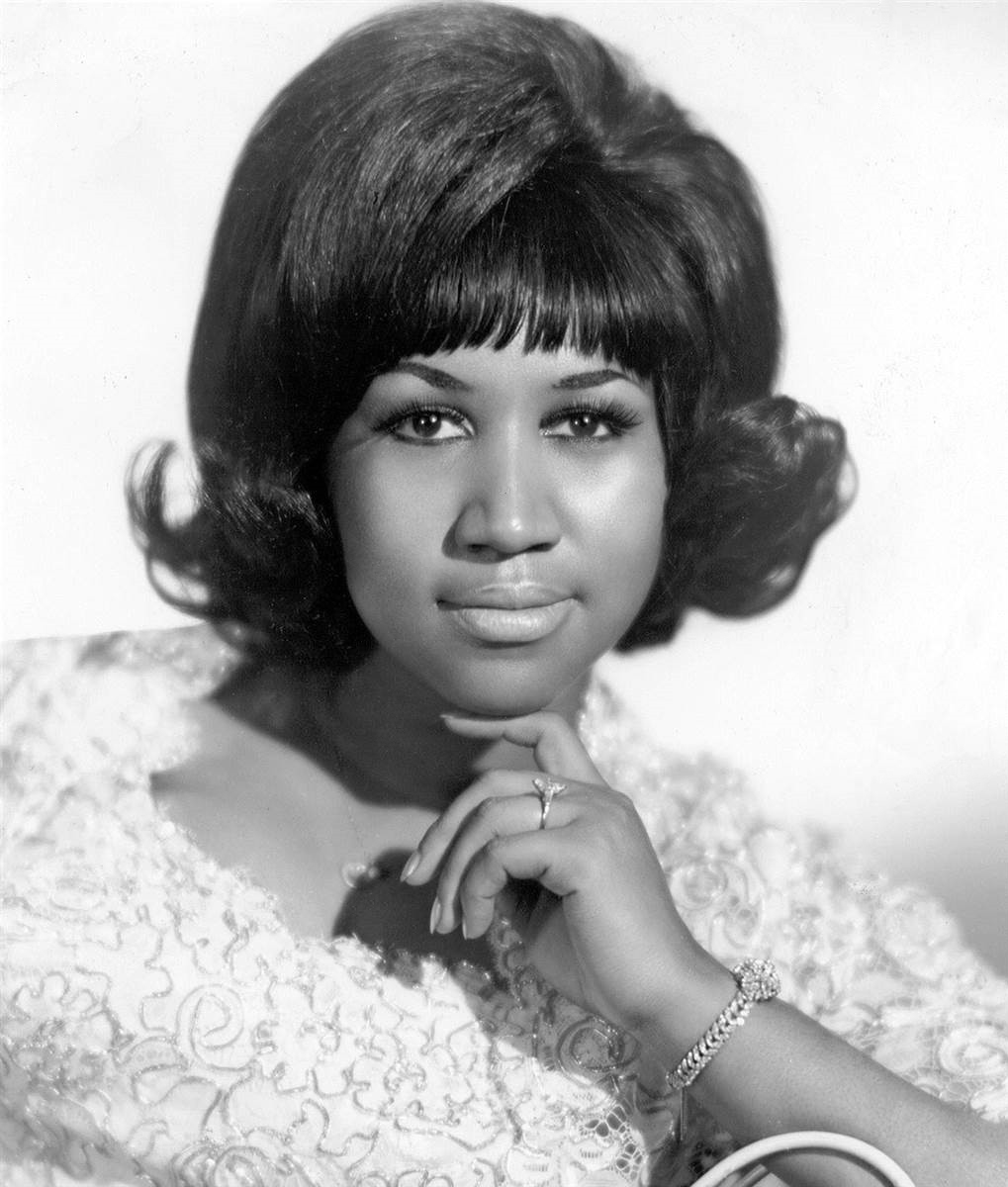
Diana V nombró a Aretha Franklin (en la imagen) como su mayor influencia musical.

Diana V afirma que su pasión es la literatura. Durante su infancia, solía escuchar temas de artistas de góspel como Aretha Franklin, quien se convirtió en su mayor influencia musical. En una entrevista con Unsitedemuzică.ro, la cantante describió la canción de Beyoncé, «Run the World (Girls)» (2011), como una pista que «la define» así misma. Un crítico del sitio web, UPFR, elogió a Diana V por su tono de voz «único» y talento vocal, así como por su hablidad como compositora.

## Discografía

### EP
| Título | Detalles |
| ------ | --- |
| Chaos  | - Fecha de lanzamiento: 23 de julio de 2021 - Discográfica: Vision - Formato(s): Descarga digital, streaming |

### Sencillos
| «Bad Girls Get Lonely Too»                                                                | 2020 | 67 | Sencillo sin álbum |
| «Gotham» (con David Ciente)                                                               | 2020 | —  | Sencillo sin álbum |
| «—» indica que el sencillo no alcanzó posición alguna o no fue lanzado en ese territorio. |      |    |                    |

### Videos musicales
| Título                     | Año  | Director(es)       |
| -------------------------- | ---- | ------------------ |
| «Bad Girls Get Lonely Too» | 2020 | Șerban Racovițeanu |